# De Drost
De Drost is een kunstmatig aangelegd eilandje in het IJmeer ten noordoosten van Muiden.
Eind jaren 60 van de 20e eeuw werden er in het IJmeer drie kunstmatige eilandjes aangelegd, "De Drost", "Warenar" en "Hooft", die fungeren als zogenaamde luwtedammen. De Drost is van de drie eilanden het meest westelijk gelegen. Het eiland heeft een lengte van circa 700 meter. De drie eilandjes ontlenen hun naam aan de vroegere drost van Muiden, P.C. Hooft, schrijver van Warenar.